# 阿霍尔芬
阿霍尔芬是德国巴伐利亚州的一个市镇。总面积21.40平方公里，总人口1768人，其中男性879人，女性889人（2011年12月31日），人口密度83人/平方公里。